# Жарська Михайлина Іванівна
Михайлина Іванівна Жарська (21 листопада 1891, м. Белз, нині Сокальського району Львівської області — 28 квітня 1972, м. Тернопіль) — українська співачка, акторка театру, співачка (сопрано).

## Життєпис
1911 навчалася співу в О. Мишуги у Львові.

## Театральна діяльність
Працювала в театрі товариства «Руська бесіда» у Львові (1907–1911); у наддніпрянських трупах П. Прохоровича (1911–1912). І. Горемики (1913), Д. Гайдамаки (1914–1915), П. Саксаганського (1915–1916), театрах Чернігова, Житомира (1920–1941), Тернопільському музично-драматичному театрі ім. Т. Шевченка (1945–1960).
У театрі співала партії у музичних виставах:
- Софія («Галька» С. Монюшка),
- Арсена («Циганський барон» Й. Штрауса),
- Юлія («Циганська любов» Ф. Лєгара);

Драматичні ролі:
- Мати і Гордиля («Маруся Богуславка» і «Циганка Аза» М. Старицького),
- Оришка («Лимерівна» П. Мирного),
- Мотрона («Гірка доля» С. Писемського) та ін.

Авторка спогадів про Й. Стадника (1966), О. Мишугу (1968).